# Cauro (Granada)
Cauro (también llamado Cerro Cauro, o simplemente El Cerro) es una localidad y pedanía española perteneciente al municipio de Colomera, en la provincia de Granada, comunidad autónoma de Andalucía. Está situada en la parte occidental de la comarca de Los Montes. A tan sólo doscientos metros del embalse de Colomera, cerca de esta localidad se encuentran los núcleos de Limones, Tózar y Benalúa de las Villas.

## Demografía
Según el Instituto Nacional de Estadística de España, en el año 2021 Cauro contaba con 120 habitantes censados, lo que representa el 9,24% de la población total del municipio.

### Evolución de la población
| Gráfica de evolución demográfica de Cauro entre 2011 y 2021 |
|                                                             |
| Datos según el nomenclátor publicado por el INE.            |

## Comunicaciones
Algunas distancias entre Cauro y otras ciudades:
| Ciudades | Distancia (km) |
| -------- | -------------- |
| Colomera | 6              |
| Iznalloz | 25             |
| Granada  | 38             |
| Jaén     | 64             |
| Almería  | 175            |
| Murcia   | 295            |

## Servicios públicos

### Sanidad
Cauro cuenta con un consultorio médico auxiliar de atención primaria situado en la calle Eras s/n, dependiente del Distrito Sanitario Metropolitano de Granada. El servicio de urgencias está en el centro de salud de Albolote.
El área hospitalaria de referencia es el Hospital Ruiz de Alda situado en Granada capital.